# Waldemar Malak
Waldemar Malak (Danzica, 17 luglio 1970 – Charwatynia, 13 novembre 1992) è stato un sollevatore polacco medagliato olimpico che ha gareggiato prevalentemente nella categoria dei pesi massimi primi (fino a 100 kg.).

## Biografia
Waldemar Malak si mise in luce nelle categorie juniores, divenendo vice-campione mondiale dei pesi massimi primi, e nel 1991 esordì tra i senior ai Campionati europei di Władysławowo, dove non riuscì a terminare la gara nella categoria dei pesi medio-massimi.
Nello stesso anno ottenne un promettente 4º posto finale ai Campionati mondiali di Donaueschingen con 377,5 kg. nel totale, dopo essere ritornato alla categoria dei pesi massimi primi.
Nel 1992 Malak vinse la medaglia d'argento ai Campionati europei di Szekszárd con 395 kg. nel totale e qualche mese dopo partecipò alle Olimpiadi di Barcellona 1992, riuscendo a salire sul podio con la medaglia di bronzo, ottenuta con un totale di 400 kg. alle spalle dei rappresentanti della Squadra Unificata Viktor Tregubov (410 kg.) e Timur Tajmazov (402,5 kg.).
Nel mese di novembre dello stesso anno Waldemar Malak rimase vittima di un incidente stradale, in cui perse la vita a soli 22 anni.
In sua memoria si tiene ogni anno a Danzica un torneo di sollevamento pesi a lui intitolato.